# Cheiridium somalicum
Cheiridium somalicum är en spindeldjursart som beskrevs av Volker Mahnert 1984. Cheiridium somalicum ingår i släktet Cheiridium och familjen dvärgklokrypare. Inga underarter finns listade i Catalogue of Life.